# Bywong
Bywong är en ort i Australien. Den ligger i kommunen Palerang och delstaten New South Wales, i den sydöstra delen av landet, omkring 230 kilometer sydväst om delstatshuvudstaden Sydney.
Runt Bywong är det mycket glesbefolkat, med 4 invånare per kvadratkilometer.. Närmaste större samhälle är Bungendore, omkring 14 kilometer sydost om Bywong. 
Trakten runt Bywong består i huvudsak av gräsmarker. Genomsnittlig årsnederbörd är 990 millimeter. Den regnigaste månaden är februari, med i genomsnitt 169 mm nederbörd, och den torraste är maj, med 39 mm nederbörd.